# Distretto di Djanet
Il distretto di Djanet è un distretto della provincia di Djanet, in Algeria.

## Comuni
Il distretto di Djanet comprende 2 comuni:
- Djanet
- Bordj El Haouas